# Ned Kelly Award/Publikumspreis
Ned Kelly Award: Publikumspreis bezeichnet den Gewinner des Publikumspreises (Readers Vote) der Ned Kelly Awards, der von 2001 bis 2002 den populärsten australischen Kriminalroman des jeweiligen Vorjahrs prämierte. Über den Sieger stimmten die australischen Leser ab.
| Jahr | Preisträger   | Romantitel      | Deutscher Titel |
| ---- | ------------- | --------------- | --------------- |
| 2001 | Lindy Cameron | Bleeding Hearts |                 |
| 2002 | Bunty Avieson | Apartment 255   | Apartment 255   |